# Мартин Бехайм
Мартин Бехайм (на немски: Martin Behaim; на португалски: Martinho da Boémia) е германски учен и мореплавател, дълго време на португалска служба. Създател е на най-стария запазен до днес глобус.

## Биография

### Произход и младежки години (1459 – 1484)
Роден е на 6 октомври 1459 година в баварския град Нюрнберг, в богато семейство, произхождащо от Бохемия. Неговият баща търгува във Венеция и е член на местния сенат. Мартин още от най-ранни години приема участие в делата на своя баща, а след неговата смърт през 1474 година, работи заедно със своите чичовци Леонардо и Йориусо ван Дорпом, търговци на платове от Мехелен.
През 1478 година се премества в град Антверпен в Брабант, където учи астрономия и математика.

### Живот в Португалия (1484 – 1490)
През 1484 година Бехайм за първи път пристига в Лисабон, с търговски цели. След година е посветен в рицар от крал Жуау II.
През 1488 година се жени за дъщерята на своя приятел Йос ван Хуртер, фламандец на португалска служба, губернатор на Азорските острови Пику и Фаял, където се преселва.
Този брак позволява на Бехайму да се приближи до кралския двор и възможността да получи длъжността придворен астроном и картограф. Испанският хронист Антонио де Херера в съчинението си „Всеобща история на Индия“ (на испански: Historia General de las Indias) твърди, че с Бехайм се е срещал Христофор Колумб и двамата са обсъждали проект за плаване до Индия на запад. По думите на историка: „Колумб намира потвърждение на своето мнение в думите на Мартин от Бохемия, свой приятел и многосведущ космограф“.
Бехайм също така е близък с „кръг изтъкнати математици“, общество от придворни учени, занимаващи се преди всичко с физика, астрономия и навигация.
Запазени са сведения, че Бехайм участва в плаване под командването на Диого Кан към бреговете на Африка през 1484 година. Експедицията продължава 19 месеца, през които португалците откриват неизвестни дотогава страни, като Гамбия и Гвинея, установяват контакт с племена, дошли до устието на река Конго, и се завръщат в Португалия с кораб, пълен с ценни стоки и подправки.

### Отново в Нюрнберг (1490 – 1493)
През 1490 година Бехайм се завръща в родния си град по търговски дела, а също така да получи оставеното от майка му наследство. Георг Холцщуер, член на градския съвет, пътешествал в Египет и Светите земи, и интересуващ се от географски открития, го убеждава да създаде глобус, на който да са отразени последните открития на португалците. Около 1492 година глобусът е готов, като са нанесени географските познания на европейците в навечерието на откриването на Америка. Диаметърът на глобуса е 507 мм. На него не са нанесени ширини и дължини по съвременните методи, но има екватор, меридиани, тропик и изображения със знаците на зодиака. На глобуса се срещат грешки, както и в картите на Паоло Тосканели. Отразени са и кратки описания на различни страни и изображения на техните жители.

### Отново в Португалия (1493 – 1507)
През юли 1493 година Мартин Бехайм заминава обратно за Португалия. Сведенията за живота му, след създаването на глобуса са много оскъдни. Известно е, че се занимава с търговия на остров Файал до 1506 година, след което заминава за Лисабон, където умира в пълна нищета на 29 юли 1507 г.